# قلعة بارونيا
قلعة بارونيا، (بالإنجليزية: Castel Baronia)‏، هي مدينة و(بلدية) في مقاطعة أفيلينو، كامبانيا، جنوب إيطاليا. ترتفع 639 متر (2096 قدم) فوق مستوى سطح البحر.

## السكان
في سنة 1861 بلغ عدد السكان 1٬713 نسمة، وتطور العدد ليصل في سنة 2011 لـ 1٬150 نسمة.
يظهر هذا المخطط البياني تطور النمو السكاني لـ كاستل بارونيا